# 앙부아즈성

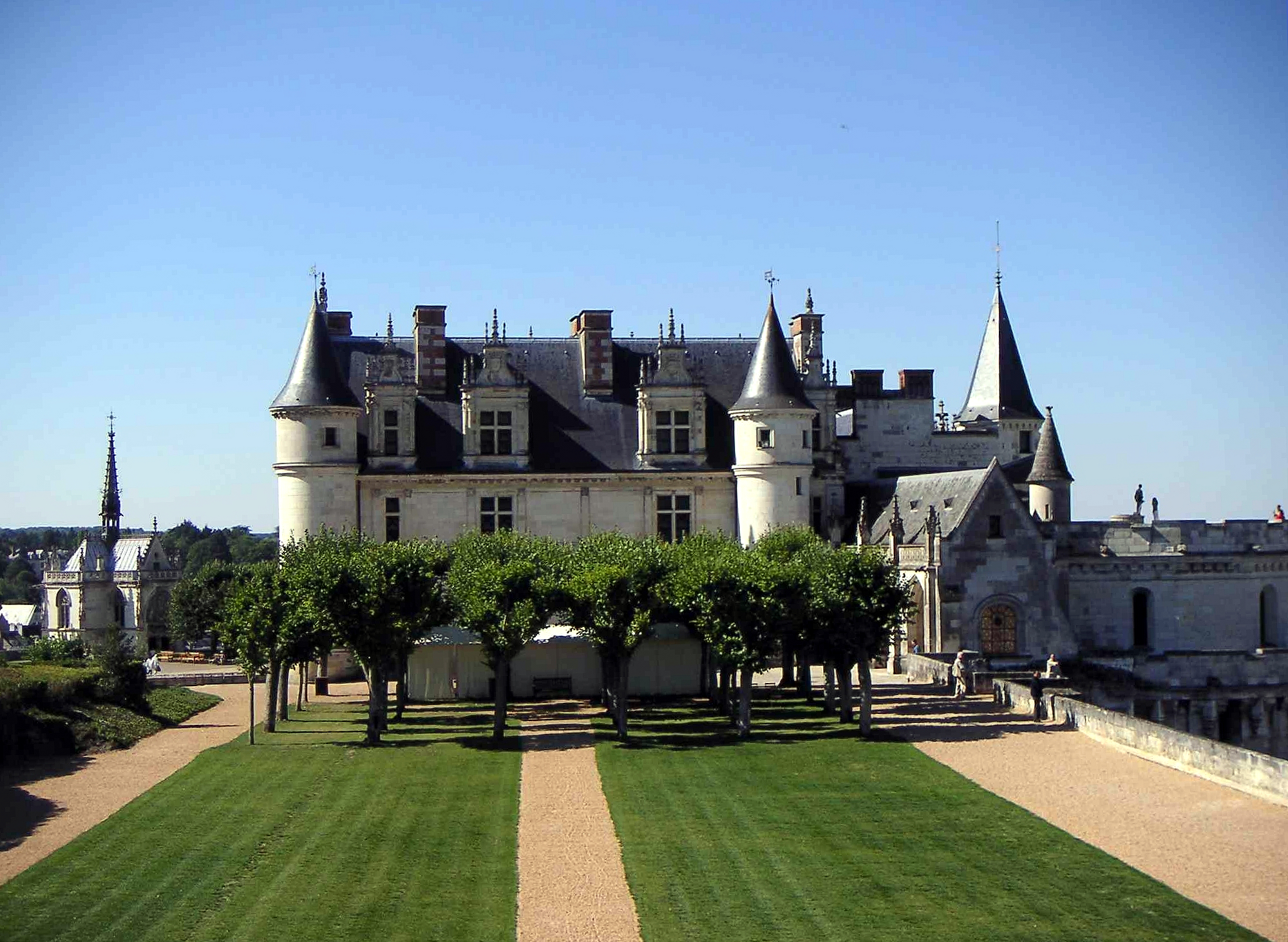
앙부아즈성.

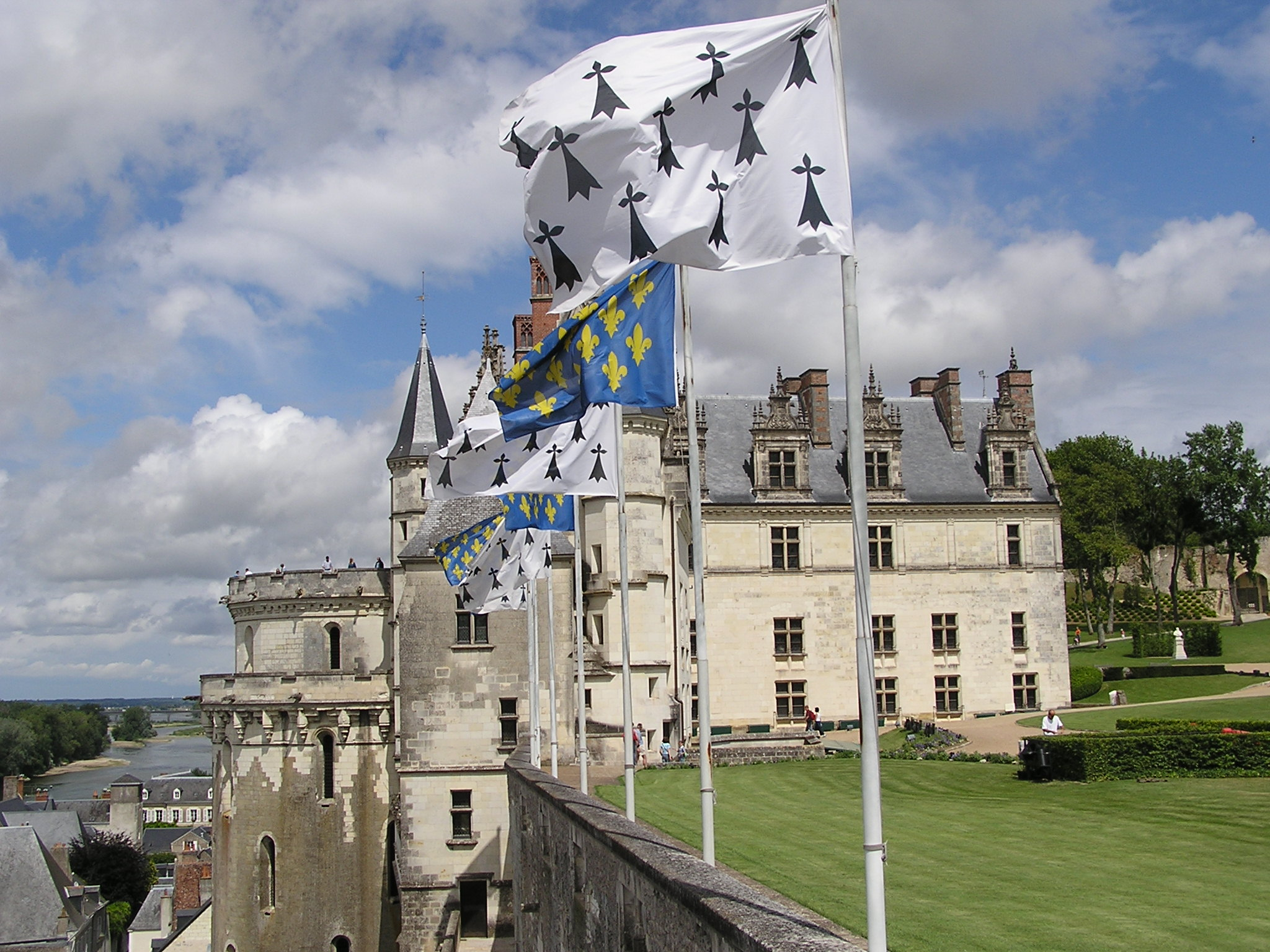
앙부아즈성

앙부아즈성(프랑스어: Château d'Amboise)은 프랑스 루아르 계곡의 앵드르에루아르주 앙부아즈에 있는 성이다.
이 성은 '앙부아즈의 음모'라는 사건으로 유명하다. 1560년 종교 전쟁 동안 부르봉가의 위그노 교도들이 어린 프랑수아 2세의 이름하에 실질적으로 프랑스를 지배하던 기즈가를 대항하여 음모를 꾸몄다. 이는 기즈 백작에게 발각되어 수많은 교수형이 약 한달간 지속되었다. 종료될 때까지 약 1200명의 신교도들이 마을 벽에 목매달어 죽었다.

## 갤러리

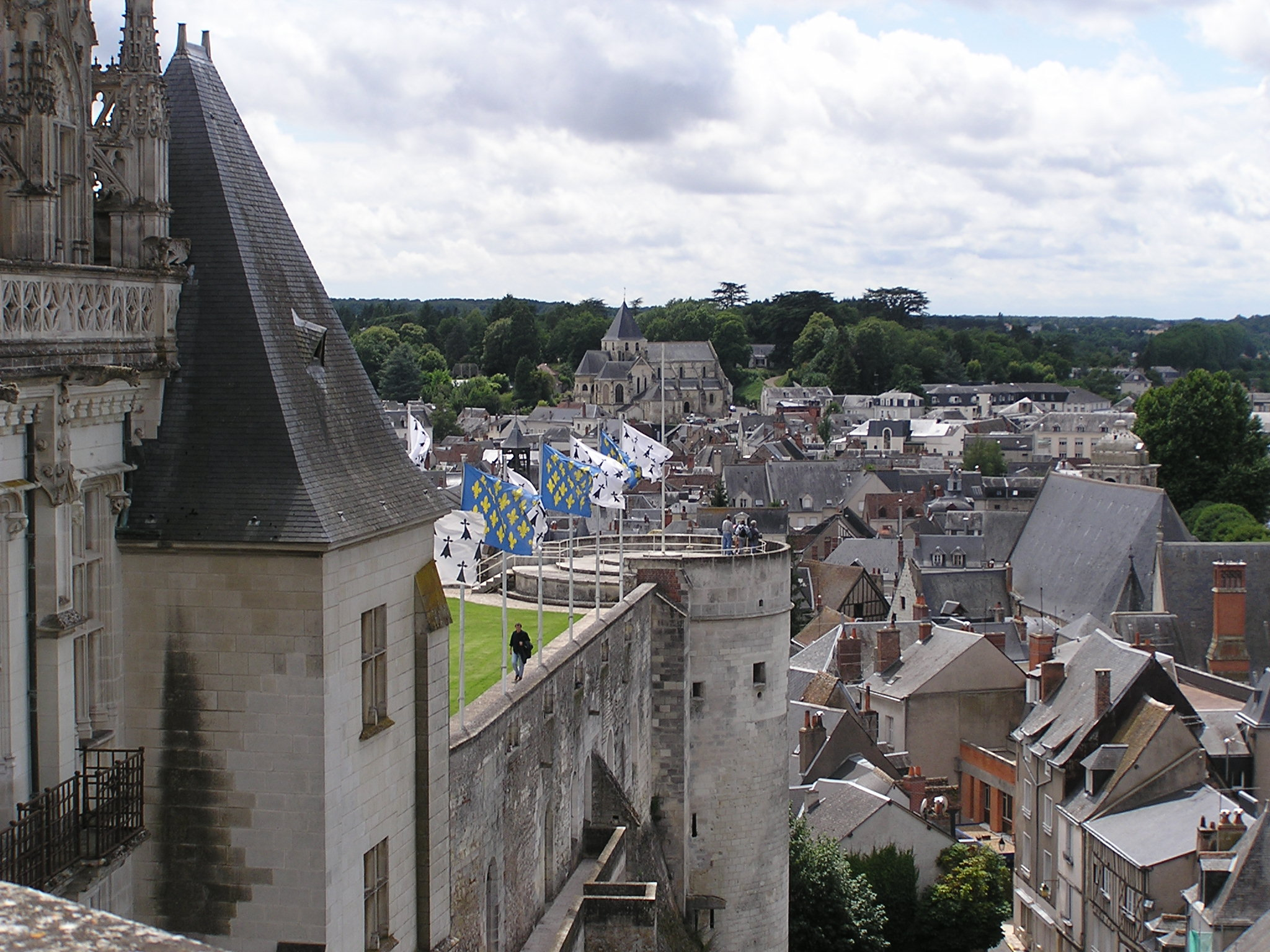
성에서 바라본 앙부아즈 마을
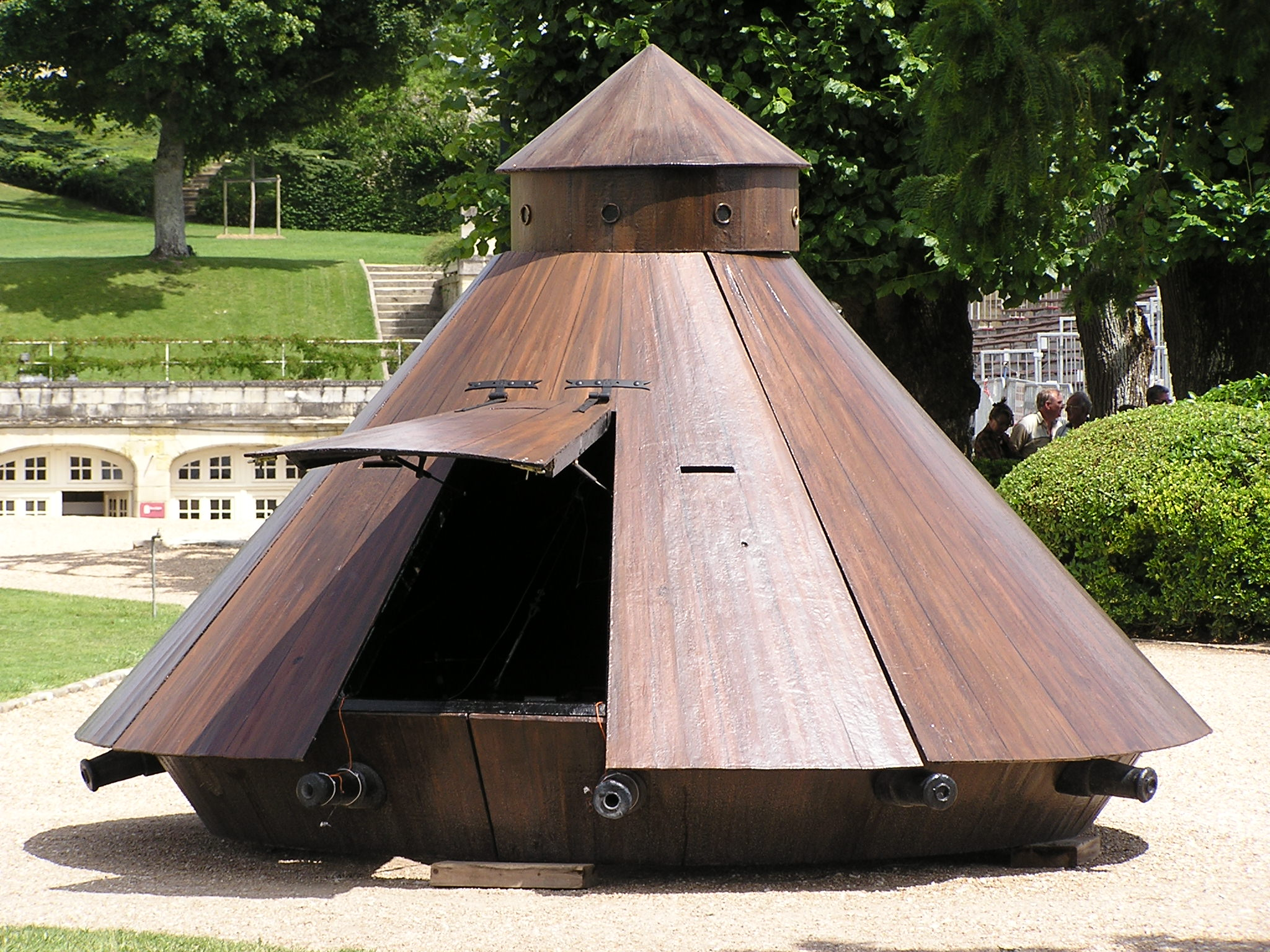
레오나르도 다빈치가 설계한 무장 탱크
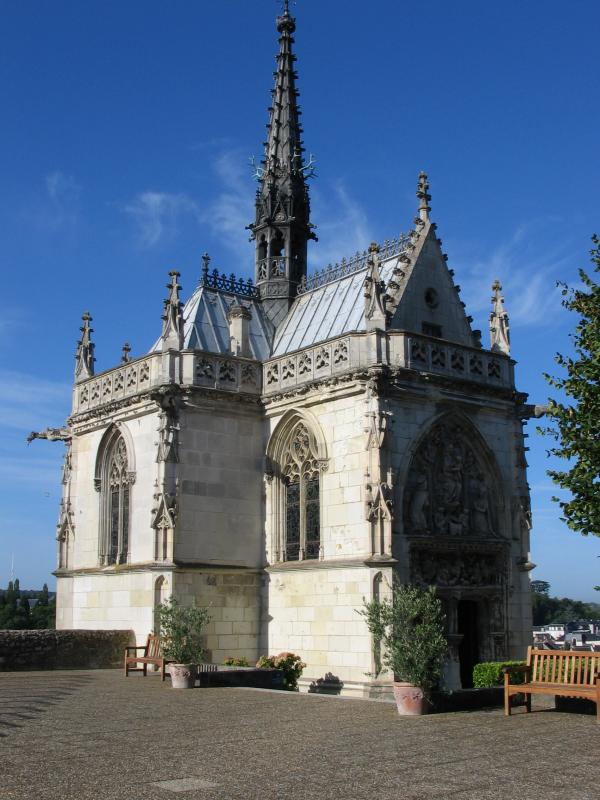
생 위베르 교회
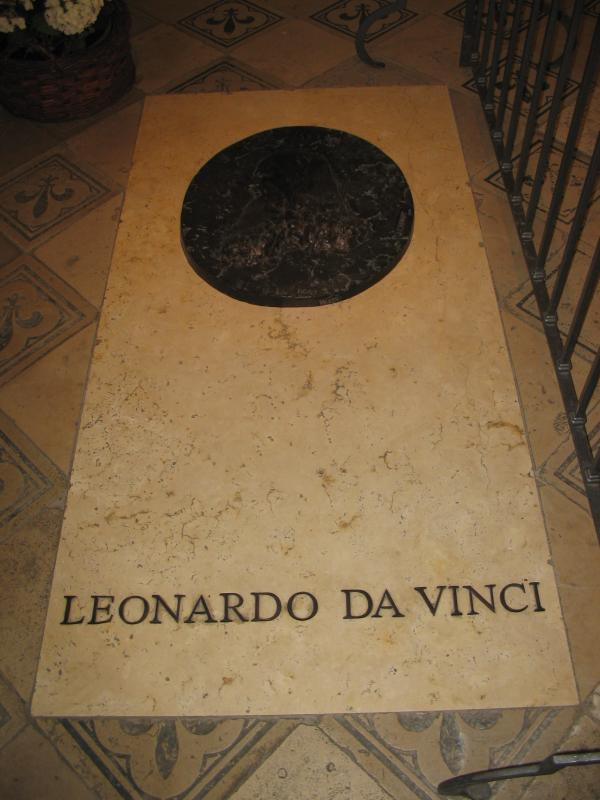
생 위베르 교회안 레오나르도 다빈치의 무덤
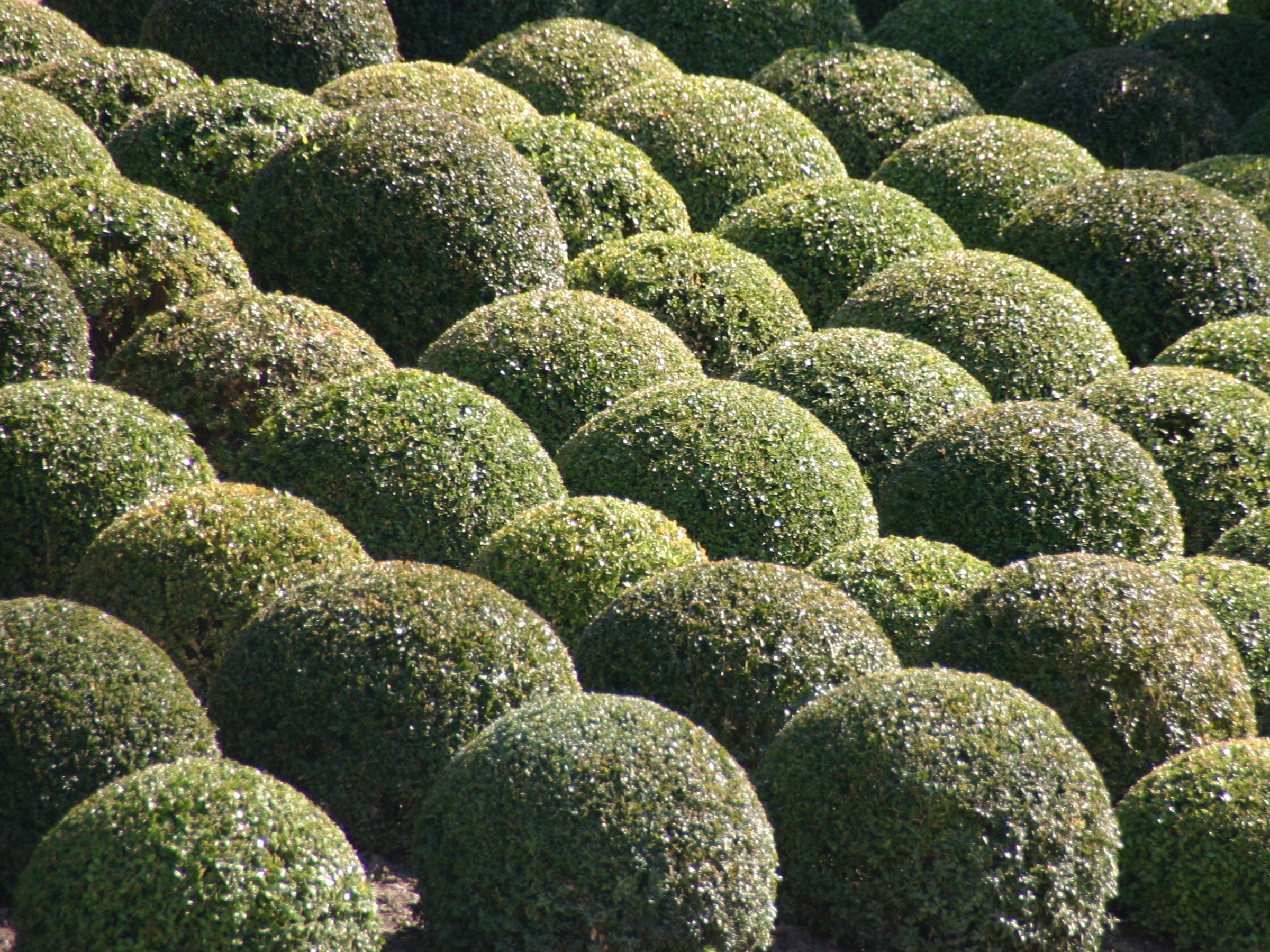
성 정원

## 같이 보기
- 프랑스식 르네상스 정원